# 萨尔肯·达乌列诺夫
萨尔肯·达乌列诺维奇·达乌列诺夫（俄语：Салькен Дауленович Дауленов，1907年9月27日（格里历：10月10日）—1984年2月29日），哈萨克族，苏联党和国家领导人。曾任哈萨克苏维埃社会主义共和国最高苏维埃主席、哈共塞米巴拉金斯克州委第一书记、哈萨克苏维埃社会主义共和国部长会议主席等职。

## 生平
- 1907年9月27日（格里历：10月10日）出生于沙俄乌拉尔斯克州伊格拜村的一个贫农家庭。幼年时曾做过牧羊人。1925年加入共青团。
- 1925年9月-1927年11月，阿克托别市儿童学校学习。
- 1927年11月-1928年8月，共青团阿克纠宾地区团委总务处长。
- 1928年9月-1931年9月，塔什干中亚国立大学教师。1931年5月加入联共（布）。
- 1931年9月-1933年11月，塔什干中亚计划经济学院学习。
- 1933年12月-1934年7月，塔吉克斯坦苏维埃社会主义共和国Dzhirgetal地区苏维埃执行委员会副主席。
- 1934年8月-1936年11月，哈萨克自治苏维埃社会主义共和国国家计划委员会人事部、规划部、文化卫生部负责人。
- 1936年11月-1937年12月，哈共（布）阿拉木图市列宁区委第二、第一书记。
- 1937年12月-1938年2月，哈共（布）阿拉木图市委第三书记。
- 1938年2月-7月，哈共（布）中央代理第三书记。
- 1938年7月-1939年9月，哈萨克苏维埃社会主义共和国最高苏维埃主席。期间，1938年7月-1939年6月兼任哈共（布）中央第二书记。
- 1939年10月-1944年5月，巴什基尔苏维埃社会主义自治共和国扬格尔斯克国营粮食农场主任。
- 1944年6月-1945年3月，塔尔迪库尔干州土地管理局局长。
- 1945年4月-1950年，南哈萨克斯坦州州长。
- 1951年-1953年11月，哈萨克苏维埃社会主义共和国水务局局长。
- 1953年11月-1954年7月，哈萨克苏维埃社会主义共和国消费品工业部第一副部长。
- 1954年7月-1957年6月，哈萨克苏维埃社会主义共和国水资源管理部部长。
- 1957年6月-1960年7月，哈萨克苏维埃社会主义共和国农业部第一副部长。
- 1960年7月-9月，哈萨克苏维埃社会主义共和国国家计划委员会第一副主席。
- 1960年9月-1961年1月，哈共塞米巴拉金斯克州委第一书记。
- 1961年1月-1962年9月，哈萨克苏维埃社会主义共和国部长会议主席。
- 1963年2月-1966年2月，江布尔州计划委员会主席。
- 1966年2月-1975年4月，哈萨克苏维埃社会主义共和国国家计划委员会国土规划司司长。
- 1975年4月起退休，享受阿拉木图市工会养老金待遇。
- 1984年2月29日于阿拉木图逝世，享年76岁。

达乌列诺夫是苏共22大代表；第22届中央委员；第6届苏联最高苏维埃民族院代表，第1-5届哈萨克苏维埃社会主义共和国最高苏维埃代表。

## 荣誉
- 三次劳动红旗勋章
- 一级卫国战争勋章